# Деменьково (Костромская область)
Деменьково — опустевшая деревня в Чухломском муниципальном районе Костромской области. Входит в состав Повалихинского сельского поселения

## География
Находится в северной части Костромской области на расстоянии приблизительно 15 км на север-северо-восток по прямой от города Чухлома, административного центра района.

## История
В 1872 году здесь было учтено 12 дворов, в 1907 году — 11.

## Население
Постоянное население составляло 28 человек (1872 год), 47 (1897), 49 (1907), 0 как в 2002 году, так и в 2022.